# Arthur Oliveira Maia
Arthur de Oliveira Maia da Silva (Salvador, 17 de agosto de 1964)  é advogado com mestrado em direito econômico pela Universidade Federal da Bahia. Deputado estadual eleito por quatro mandatos, atualmente é deputado federal em sua quinta eleição. Esteve fora da função parlamentar de 1993 a 1997 para exercer o cargo de prefeito do município de Bom Jesus da Lapa. Iniciou sua atividade profissional como membro do escritório de advocacia empresarial e tributária do jurista Edvaldo Brito de 1984 a 1986; foi assessor na vice-governadoria do estado da Bahia nos anos de 1987 e 1988. Exerceu advocacia no município de Guanambi de 1988 a 1990 e ali também foi vereador de 1989 a 1990 e presidente da Câmara Municipal. Foi filiado ao Partido Popular Socialista (PPS) desde 2016. Está filiado ao DEM (Democratas), desde março de 2018.

## Biografia
Foi eleito deputado estadual pelo estado da Bahia para a legislatura de 1991-1994, tendo sido reeleito por mais três vezes. Na Assembléia Legislativa do Estado da Bahia foi presidente da Comissão de Agricultura e Política Rural e membro das Comissões de Finanças, Orçamento, Fiscalização e Controle, Rio São Francisco e Constituição e Justiça. Já foi líder do PSDB, vice-líder do PMDB, presidente das Comissões de Meio Ambiente e Recursos Hídricos e Desenvolvimento Econômico e Turismo, além de presidir a Comissão Parlamentar de Inquérito que investigou os desvios financeiros da Empresa Baiana de Alimentos (Ebal). 
Em 21 de novembro de 2012, votou favoravelmente ao parecer pela admissibilidade à Proposta de Emenda à Constituição 37/11, conhecida por PEC da Impunidade, em reunião deliberativa da Comissão Especial.
Foi relator da Reforma da Previdência, no Governo Michel Temer.
Em abril de 2017 votou a favor da Reforma Trabalhista. Em agosto de 2017 votou a favor do presidente Michel Temer, no processo em que se pedia abertura de investigação, e que poderia afastá-lo da presidência da república. O voto do deputado ajudou a arquivar a denúncia do Ministério Público Federal.